# TERC
TERC (на полски: System identyfikatorów i nazw jednostek podziału administracyjnego; в превод на български: Система от идентификатори и имена на единици от административното деление) е система съдържаща уникални цифрови идентификатори за всички единици от тристепенното административно-териториално деление на Република Полша. Тя е част от TERYT (Национален регистър на официалното териториално деление на страната).
Идентификаторът представлява йерархично структуриран цифров код, съставен от две до седем цифри и разделен на три части. Първите две цифри указват войводството, следващите две цифри указват повята (окръг), а последните три цифри указват гмината (община), като последната цифра отразява типа гмина (градска, градско-селска, селска).
Тип гмини:
- 1 – градска гмина
- 2 – селска гмина
- 3 – градско-селска гмина
- 4 – град в градско-селска гмина
- 5 – селската територия в градско-селска гмина
- 8 – джелници (райони) в гмина Варшава-Центрум
- 9 – джелници в други градски гмини

## Примери
Дадени са примери с цифровите кодове на административно-териториални единици от Куявско-Поморско войводство.
- Куявско-Поморско войводство – 04
  - Броднишки окръг – 0402
    - Бродница (градска гмина) – 040201 1
    - Община Бартничка (селска гмина) – 040206 2
    - Община Гужно (градско-селска гмина) – 040205 3
      - Гужно (град) – 040205 4
      - селската територия – 040205 5